# Trevor Scott
Trevor John Scott (Potsdam, 30 agosto 1984) è un giocatore di football americano statunitense che gioca nel ruolo di defensive end per i Chicago Bears della National Football League. Fu selezionato come 169ª scelta nel corso del sesto giro del Draft NFL 2008 dagli Oakland Raiders. Al college giocò a football per l'Università di Buffalo.

## Carriera professionistica

### Oakland Raiders
Scott venne scelto al sesto giro del draft NFL 2008 dai Raiders. Il 23 luglio firmò un contratto quadriennale del valore di 1,82 milioni di dollari di cui 115.000 di bonus alla firma. Debuttò nella NFL l'8 settembre 2008 contro i Denver Broncos nel ruolo di defensive end. Non trovò però molto spazio nel corso della sua stagione di debutto, terminata senza nemmeno una partita disputata da titolare.
L'anno successivo cambiò ruolo passando a quello di outside linebacker di destra, così facendo incrementò i minuti giocati, concludendo la stagione con 6 partite da titolare.
Nella stagione 2010 venne rispostato nel ruolo di defensive end. Durante la partita contro i Pittsburgh Steelers in un gioco difensivo su un punt, cadendo a terra si ruppe il legamento crociato anteriore del ginocchio sinistro. Il 24 novembre fu messo sulla lista infortunati chiudendo la stagione in anticipo.
La sua partita migliore giocata nella stagione fu quella vinta il 10 ottobre contro i San Diego Chargers, dove fece registrare 8 tackle totali.
Anche nella stagione 2011 venne impiegato come defensive end.

### New England Patriots
Scott firmò coi New England Patriots il 18 marzo 2012 un contratto annuale del valore di 1,15 milioni di dollari di cui 250.000 di bonus alla firma. Con i Patriots scese in campo in 14 partite di cui 2 da titolare. Vi giocò per una sola annata mettendo a segno 14 tackle e 3 sack in 14 presenze, due delle quali come titolare.

### Tampa Bay Buccaneers
Il 20 agosto 2013, Scott firmò coi Tampa Bay Buccaneers. Con essi disputò quattro partite in una sola stagione.

### Chicago Bears
Il 16 marzo 2014, Scott firmò coi Chicago Bears.

## Statistiche
| Partite totali      | 74   |
| Partite da titolare | 18   |
| Tackle totali       | 114  |
| Sack                | 16,5 |
| Intercetti fatti    | 0    |
| Fumble forzati      | 2    |

Statistiche aggiornate alla stagione 2013